# Famna
Famna är svensk intresseorganisation för idéburna aktörer inom vård och social omsorg, som återinvesterar eventuellt överskott i verksamheten eller i andra idéburna verksamheter. Bland de dryga 96 medlemsorganisationerna (2020) finns exempelvis Stadsmissionerna, Ersta diakoni, Samariterhemmet, Stockholms Sjukhem, ett antal kvinno- och tjejjourer, RFSU, Röda Korset och Förbundet S:t Lukas. Organisationen grundades år 2004 och verksamheten startade 2005.
Styrelseordförande sedan 2020 är Stefan Nilsson, direktor för Ersta diakoni. Famnas generalsekreterare sedan augusti 2015 är Ulrika Stuart Hamilton.
Famnas medlemsorganisationer omsätter cirka 6,7 miljarder kronor per år (2016) och sysselsätter drygt 8000 personer. Famna bedriver påverkansarbete på nationell nivå och fungerar bland annat som remissinstans för statliga förslag inom vård- och omsorgsområdet samt inom civilsamhället.
Famna bedriver kvalitetsarbete och publicerar en årlig kvalitetsrapport., och en tillväxrapport som handlar om medlemmarnas tillväxt under året. 